# CeCe Moore
CeCe Moore (15 gennaio 1969) è una genealogista statunitense.
È apparsa come ospite o consulente in molti programmi televisivi. Ha aiutato le forze dell'ordine a identificare i sospetti di oltre 150 casi freddi utilizzando il DNA e la genealogia genetica. Nel 2020 è apparsa nella serie televisiva di prima serata della ABC The Genetic Detective, in cui ogni episodio racconta un caso freddo che ha aiutato a risolvere.

## Biografia
Moore è nata nel 1969, figlia di Anthony Michael Moore e Janis Proctor. Ha studiato teatro, cinema e canto all'University of Southern California. È apparsa in spot pubblicitari e ha diretto e lanciato campagne pubblicitarie con il suo partner, poi marito, Lennart Martinson, oltre a musical teatrali come The Fantasticks e West Side Story.
Moore si è interessata alla genealogia genetica nel 2003. Nel 2009, mentre stava preparando una pubblicità per la società Family Tree DNA, ha incontrato la genealogista Katherine Borges, direttrice dell'ISOGG. Borges le ha presentato la compagnia rivale 23andMe e ha nominato Moore responsabile del forum sulla genealogia genetica. Moore è rimasta affascinata dall'argomento, si è documentata da autodidatta, ha trasferito i suoi progetti commerciali a suo marito Martinson e ha lavorato a tempo pieno nella genealogia genetica. Nel 2012 ha contattato 23andMe per chiedere se poteva inserire il DNA delle scene del crimine nei loro database del DNA. 23andMe ha rifiutato ma, nel 2018, è stata in grado di utilizzare i database del DNA di GEDmatch e Family Tree DNA a questo scopo.
È apparsa come ospite in programmi televisivi come Finding Your Roots, 20/20, The Doctors, The Dr. Oz Show, CBS This Morning, The Today Show, Good Morning America e 60 Minutes della CBS. È l'esperta di genealogia genetica per Finding Your Roots e Genealogy Roadshow e dirige l'unità genetica genealogica di Parabon NanoLabs.

## Casi di identificazione di persone
Moore ha avuto un ruolo chiave in una serie di casi di identificazione di persone.
Nel 2014 ha lavorato con la famiglia Branum sul caso dello scambio di sperma per inseminazione artificiale da parte di Thomas Ray Lippert. Nel 2015 il team di genealogisti genetici di Moore ha scoperto la vera identità dell'uomo cresciuto come Paul Fronczak, che venne rapito da neonato da una donna che si fingeva infermiera in un ospedale di Chicago nel 1964 e che si credeva fosse stato restituito ai suoi genitori naturali nel 1966. Moore ha scoperto che il suo vero nome è Jack Rosenthal e che ha un gemello scomparso di nome Jill. Il vero Paul Fronczak è stato ritrovato in Michigan nel 2019.
Nel 2015 Moore e un team di ricercatori hanno stabilito che l'identità dello smemorato Benjaman Kyle era William Burgess Powell.
Moore lavora con adulti che sono stati abbandonati da bambini per identificare le loro identità biologiche. Ha identificato i genitori naturali della bambina abbandonata californiana Kayla Tovo, così come i genitori naturali dei tre fratellastri della zona di Los Angeles che sono stati ospitati su 20/20 nel maggio 2016 e i genitori naturali della bambina abbandonata di Tulsa Fairgrounds che è stata ospirata al The Dr. Oz Show nell'ottobre 2016.
Come ricercatrice di genealogia genetica per Finding Your Roots nel 2015 Moore ha scoperto che la madre di LL Cool J è stata adottata e, attraverso l'analisi del suo DNA, è stata in grado di identificare i suoi nonni biologici e presentargli la sua nonna materna biologica di 90 anni.

## Progetti

### Ricerche familiare
Moore ha fondato un gruppo su Facebook chiamato DNA Detectives per gli adottati e altri di discendenza sconosciuta che cercano di usare il DNA per identificare la famiglia di nascita. Nel 2022 questo gruppo su Facebook contava oltre 170.000 iscritti.
Dopo aver scoperto che suo cognato è un discendente diretto di Thomas Jefferson e di Sally Hemings in seguito a un test di 23andMe che ha rivelato un'inaspettata ascendenza africana, Moore ha fondato il Hemings/Jefferson Autosomal DNA Project.

### Indagini penali
Nel 2018 Moore si è unita a Parabon NanoLabs come responsabile della loro unità di genealogia genetica, con tre genealogisti che lavorano per lei. Parabon si occupa di indagare su casi freddi usando la genealogia genetica. A settembre 2018 Moore ha affermato di essere in grado di risolvere circa la metà dei casi su cui stava lavorando. Nel febbraio 2019 si è detta ottimista sul fatto che la maggior parte dei casi freddi potrebbe essere risolta utilizzando i dati pubblici del DNA in pochi anni. Tuttavia, nel maggio 2019, GEDmatch, il principale database del DNA che lei aveva usato per risolvere i casi freddi, ha cambiato le sue regole sulla privacy cosicché è diventato molto più difficile risolvere i casi freddi. Moore ha dichiarato: "Qualunque cosa si pensi di questa decisione, è indiscutibile che si tratta di una battuta d'arresto per la giustizia e per le vittime e le loro famiglie". Nel gennaio 2022 ha affermato di aver risolto più di 150 casi.